# Claude Corbo
Pour les articles homonymes, voir Corbo.
Claude Corbo (né en 1945 à Montréal) est un professeur en sciences politiques et gestionnaire universitaire québécois. Il est le recteur de l'Université du Québec à Montréal de 1986 à 1996 et de 2008 à 2013.

## Biographie
Claude Corbo est né en 1945 à Montréal d'un père québécois d'origine italienne et d'une mère québécoise d'origine canadienne-française. Il est docteur en philosophie.
Professeur au Département de sciences politiques depuis la création de l'Université du Québec à Montréal (UQAM) en 1969, il y occupe de multiples fonctions de gestionnaire : vice-doyen des sciences humaines (1972-1974), registraire (1974-1978), doyen de la gestion des ressources (1978-1979), vice-recteur (1979-1981) et vice-recteur à l'enseignement et à la recherche (1981-1986), avant d'accéder au rectorat de l'établissement en 1986. Il occupe le poste de recteur pendant dix ans jusqu'en 1996, année où il retourne à l'enseignement. Il est de nouveau recteur de l'UQAM à partir du 7 janvier 2008 jusqu'à la fin de l'année 2012.
En septembre 2004, il est nommé président de la Table de concertation du Mont-Royal par le Comité exécutif de la Ville de Montreal, poste qu'il occupera jusqu'en 2020. Il a notamment contribué à l'adoption du Plan de protection et de mise en valeur du Mont-Royal par le conseil de l'agglomération de Montréal, en 2009.
Ses travaux de recherche portent sur la politique des États-Unis et sur l'histoire du Québec.
Il est le frère de Jean Corbo, felquiste mort à l'âge de 16 ans en posant une bombe.

## Publications

### Livres

#### Études
- Les États-Unis d'Amérique. Les institutions politiques, Sillery (Québec), Septentrion, 2021 (cinquième édition mise à jour et augmentée), 594 p. Avec Frédérick Gagnon.
- Tocqueville chez les perdants, Montréal, Del Busso éditeur, 2016, 205 p.  (ISBN 978-2-923792-93-4)
- L’échec de Félix-Gabriel Marchand. Une interprétation en forme dramatique, Montréal, Del Busso éditeur, 2015, 220 p.  (ISBN 978-2-923792-67-5)
- Enjeux de société. Essais, études et opinions sur l’éducation et les institutions politiques, Montréal, Del Busso éditeur, 2013, 426 p..  (ISBN 978-2-923792-28-6)
- Claude Corbo, L'UQAM restaurée : textes et interventions sur les affaires de l'UQAM, 2007-2012, 2013 (ISBN 978-2-923792-39-2 et 2-923792-39-4, OCLC 894844070, lire en ligne)
- Claude Corbo, Matériaux fragmentaires pour une histoire de l'UQAM : d'une descente aux enfers à l'UQAM de l'an 2000, Éditions Logiques, 1994 (ISBN 2-89381-219-8 et 978-2-89381-219-9, OCLC 30813321, lire en ligne)

#### Ouvrages collectifs
- Monuments intellectuels de la Nouvelle-France et du Québec ancien. Aux origines d’une tradition culturelle, Montréal, Presses de l’Université de Montréal, coll. « Corpus », 2014, 391 p. Ill.  (ISBN 978-2-7606-3412-1)
- Livres québécois remarquables du XXe siècle, Sainte-Foy (Québec) et Montréal, Presses de l’Université du Québec et Bibliothèque et Archives nationales du Québec, 2012, 308 p. Ill. Avec la collaboration de Sophie Montreuil. Préface de Guy Berthiaume et Sophie Montreuil. Postface de Jacques Michon.  (ISBN 978-2-7605-3608-1)
- Bibliothèques remarquables du Québec, Montréal, Del Busso éditeur et Bibliothèque et Archives nationales du Québec, 2017. Avec la collaboration de Sophie Montreuil et Isabelle Crevier.
- Histoires d'immigrations au Québec. Québec, Presses de l'Université du Québec et Bibliothèque et Archives nationales du Québec, 2014, 256 p., Sous la direction de Guy Berthiaume, Claude Corbo et Sophie Montreuil.  (ISBN 978-2-7605-4116-0)

#### Anthologies
- Le rouge et le bleu. Une anthologie de la pensée politique au Québec de la Conquête à la Révolution tranquille, Montréal, Presses de l’Université de Montréal, coll. « Corpus », 1999, 586 p. Avec Yvan Lamonde.  (ISBN 2-7606-1747-5)
- L’idée d'université. Une anthologie des débats sur l'enseignement supérieur au Québec de 1770 à 1970, Montréal, Presses de l’Université de Montréal, coll. « Corpus », 2002, 384 p. Avec la collaboration de Marie Ouellon.  (ISBN 2-7606-1820-X)
- Georges-Émile Lapalme, Discours et écrits politiques. 1945-1981, Montréal, Del Busso éditeur, 2018, 499 p. Sélection, édition et présentation de Claude Corbo.  (ISBN 978-2-924719-50-3)
- Georges-Émile Lapalme, Lecture, littérature et écriture, Montréal, Del Busso éditeur, 2019, 227 p. Textes choisis, présentés et édités par Claude Corbo.  (ISBN 978-2-924719-62-6)

### Articles et chapitres de livres (sélection)
- Comeau, Robert et Luc Desrochers (sous la dir. de), Le Devoir. Un journal indépendant (1910-1995), Québec, Presses de l'Université du Québec, coll. « Les leaders du Québec contemporain », 1996, x/368 p. Préface de Claude Corbo.  (ISBN 2-7605-0884-6)
- Gagnon, Frédérick (sous la dir. de), Le Congrès des États-Unis, Québec, Presses de l'Université du Québec, coll. « Enjeux contemporains », 2006, 420 p.. Prologue de Claude Corbo.  (ISBN 2-7605-1416-1)
- Lamonde, Yvan, Historien et citoyen. Navigations au long cours, Montréal, Fides, 2008, xvi/173 p. Avant-propos de Claude Corbo.  (ISBN 978-2-7621-2915-1)
- « La révolution inachevée », Liberté, no 303, printemps 2013, p. 26-28.  (ISSN 0024-2020)

## Distinction
- 2013 - Officier de l'Ordre national du Québec